# يعشيل صيني
يعشيل صيني (الاسم العلمي Stachyurus chinensis)، نوع من اليعشيل ينتمي إلى فصيلة اليعشيليات. جنبته تزيينية تعلو نحو أربعة أمتار. ساقها متركبة الأفناد المنبسطة. أوراقها إهليلجية، ذلقة الزام الأخير، تطول نحو 20 سم. نصالها جميلة الخضار العابق، مسننة الحتار. إزهرارها سنبلي التجميع. أزهارها بيضاء اللون، صغيرة القد. تنويرها يستمر من أيار إلى تموز.